# Municipi de Preiļi
El municipi de Preiļi (en letó: Preiļu novads) és un dels 110 municipis de Letònia, que es troba localitzat al sud-est del país bàltic, i que té com a capital la localitat de Preiļi. A Preiļi se li va concedir els drets de ciutat des de 1928. El municipi va ser creat l'any 2000 després d'una reorganització territorial.

## Ciutats i zones rurals
- Preiļi (ciutat)
- Aizkalnes pagasts (zona rural)
- Pelēču pagasts (zona rural)
- Preiļu pagasts (zona rural)
- Preiļu pagasts (zona rural)
- Saunas pagasts (zona rural)

## Població i territori
La seva població està composta per un total de 11.973 persones (2009). La superfície del municipi té uns 365,3 kilòmetres quadrats, i la densitat poblacional és de 32,78 habitants per kilòmetre quadrat.